# Studentische Nachhaltigkeitswoche Schweiz

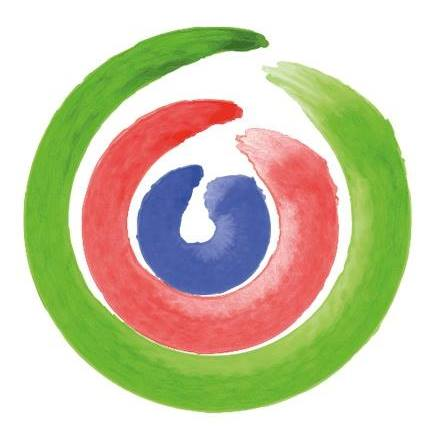
Logo der Studentischen Nachhaltigkeitswochen

Die Studentische Nachhaltigkeitswoche Schweiz (Sustainability Week Switzerland, SWS) ist eine studentische Initiative in der Schweiz, die ihren Schwerpunkt auf Nachhaltigkeit legt. Sie findet jeden Frühling an Schweizer Hochschulen in Form von lokalen Nachhaltigkeitswochen (NHW) statt. Die SWS unterstützt Studierende, Nachhaltigkeit in alle Aspekte der Schweizer Hochschuleinrichtungen zu bringen. Ziel ist, dass Studierende in der Schweiz ihre Institutionen zu Vorbildern der Nachhaltigkeit machen.
Die SWS wird bis Ende 2020 von der Stiftung Mercator Schweiz und dem Programm „U Change“ gefördert. Die SWS verwendet den grössten Teil der finanziellen Mittel, um lokale NHW zu unterstützen. Diese werden meistens zusätzlich von den eigenen Hochschulen mitfinanziert.

## Geschichte
Die erste Nachhaltigkeitswoche, die von wenigen Studierende organisiert wurde, fand im Frühling 2013 an der Universität Zürich statt. Im zweiten Jahr, also 2014, wurde die Nachhaltigkeitswoche sowohl an der Universität Zürich als auch an der ETH Zürich durchgeführt, im dritten Jahr an den fünf grössten Zürcher Hochschulen und Universitäten, das sind die Universität Zürich, die ETH Zürich, die Pädagogische Hochschule Zürich (PHZH), die Zürcher Hochschule der Künste (ZHdK) und die Zürcher Hochschule für Angewandte Wissenschaften (ZHAW). 2017 gründete ein Team von früheren Organisatoren aus Zürich die Dachorganisation Nachhaltigkeitswoche Schweiz bzw. die Sustainability Week Switzerland (SWS), um das Konzept einer Nachhaltigkeitswoche unter allen Hochschulen in der Schweiz zu verbreiten. 2018 fanden Nachhaltigkeitswochen in zwölf Schweizer Städten statt. Die Dachorganisation unterstützte 2020 15 Nachhaltigkeitswochen an 36 Schweizerischen Hochschulen. Aus der SWS wurde 2019 die Sustainability Week International (SWI) gegründet, die das Konzept international verbreitet. Im März 2020 zählte die SWI zwölf lokale Nachhaltigkeitswochen (Local Sustainability Week, LSW) auf fünf Kontinenten.
| Stadt      | Hochschulen |
| ---------- | --- |
| Basel      | Universität Basel, Fachhochschule Nordwestschweiz Basel |
| Bern       | Universität Bern, Pädagogische Hochschule Bern, Fachhochschule Bern |
| Chur       | Hochschule für Technik und Wirtschaft Chur, Pädagogische Hochschule Graubünden |
| Freiburg   | Universität Freiburg, Fachhochschule Freiburg |
| Genf       | Université de Genève, The Graduate Institute of International and Development Studies (IHEID) |
| Lausanne   | Campus Université Lausanne + EPFL, Haute École de travail social et de la santé Lausanne, Haute école pédagogique Vaud, Ecole hôtelière de Lausanne, La Source – Institut et Haute école de la santé |
| Locarno    | SUPSI – Dipartimento formazione e apprendimento |
| Luzern     | Hochschule Luzern, Pädagogische Hochschule Luzern, Universität Luzern |
| Lugano     | Franklin University Switzerland, Università della Svizzera Italiana USI, SUPSI |
| Neuchâtel  | Universität Neuchâtel |
| Rapperswil | Hochschule für Technik Rapperswil |
| St. Gallen | Universität St. Gallen HSG, Pädagogische Hochschule St. Gallen, FHS St. Gallen Hochschule für Angewandte Wissenschaften                                                                              |
| Valais     | Les Roches |
| Windisch   | Fachhochschule Nordwestschweiz Brugg-Windisch |
| Zürich     | Eidgenössische Technische Hochschule Zürich ETHZ, Universität Zürich, Zürcher Hochschule der Künste, Zürcher Hochschule für Angewandte Wissenschaften, Pädagogische Hochschule Zürich                |

## Struktur

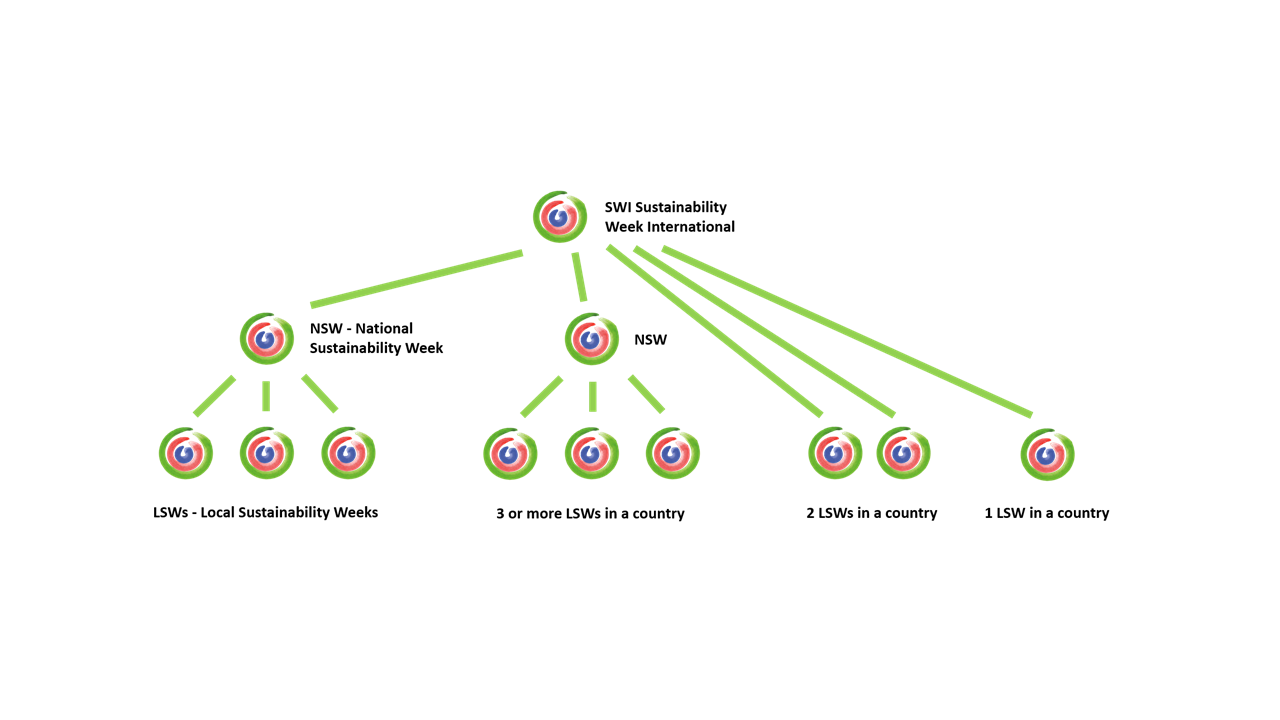
Die Struktur der Nachhaltigkeitswochen

Die Sustainability Week Switzerland (SWS) und die Sustainability Week International (SWI) fungieren als Dachorganisationen der Nachhaltigkeitswochen und übernehmen eine koordinative Rolle. Die SWS ist ein Projekt des Schweizer Verbands studentischer Organisationen für Nachhaltigkeit (VSN). Das Engagement ist auf allen Ebenen (SWI, SWS und NHW) ehrenamtlich. Die NHW organisieren sich weitgehend autonom. Die Struktur und Grösse der Organisationsteams der NHW variiert stark in den verschiedenen Städten. Oft wird die NHW von Studentenorganisationen, die in dem Bereich tätig sind, co-organisiert.
Um die Grundlagen für eine schweizweite, vernetzte Bewegung zu schaffen, organisiert die SWS drei Veranstaltungen pro Jahr, an denen Organisatoren der NHW zusammenkommen und bei der Planung unterstützt werden. Im Herbst findet jeweils ein „Kick-off“-Wochenende statt, bei welchem die Grundsätze der SWS vorgestellt werden. Im November treffen sich die Vertreter der lokalen NHW wieder, um in spezifischen Workshops die Planung ihrer NHW voranzutreiben. Nach der Durchführung der NHW im Frühling findet das nationale De-Briefing statt, wobei Bilanz gezogen wird und sich die Organisatoren der NHW über Schwierigkeiten und Erfolge austauschen können. Zum Start der NHW wird jedes Jahr in einer anderen Stadt ein Eröffnungsevent organisiert.

## Auszeichnungen
Die NHW Zürich wurde mit drei Auszeichnungen für ihr Engagement ausgezeichnet: ISCN-Award for Student Leadership, Anerkennung der Global Clinton Initiative University im Bereich Umwelt und Klimawandel, GUPES Green Gown Awards als „Highly Commended Award“.
Die SWS war 2018 Finalist für den Sustainable Campus Excellence Award und gewann 2019 den YoungCaritas Award, der das gesellschaftliche Engagement von Jugendlichen auszeichnet. Die SWS gehörte ausserdem zur ersten Gruppe des Förderprogramms Universitas21.